# Concatedral de Mérida
La Santa Iglesia Concatedral Metropolitana de Santa María la Mayor es un templo católico de Mérida que se levanta en pleno corazón histórico de la capital extremeña. Junto a la Catedral de Badajoz, es sede de la archidiócesis de Mérida-Badajoz.
Heredera de la antigua Catedral de Augusta Emérita, su aspecto actual comienza a fraguarse tras la reconquista de la ciudad por parte del rey Alfonso IX de León, por lo que sus restos más antiguos corresponden al siglo XIII. El conjunto está declarado Bien Cultural Prioritario de Mecenazgo.

## Historia
El actual templo concatedralicio se levanta, según las investigaciones de importantes arqueólogos e historiadores, sobre la que fuera Catedral de Santa Jerusalén, sede del arzobispado visigodo de Emérita.
Con la invasión árabe de la ciudad, la comunidad cristiana de Mérida se ve obligada a abandonar la población llevándose consigo las reliquias de la iglesia emeritense, entre las que se encontraban las de la mártir Eulalia. La irrupción de las tropas árabes en la ciudad traerá consigo la pérdida, en un principio provisional, de la sede metropolitana de Mérida. Posteriormente, bajo el pontificado de Calixto II, por bula de 28 de febrero de 1119, la Sede emeritense fue trasladada a Santiago de Compostela.
En marzo de 1230, Alfonso IX reconquista la ciudad, que es cedida al arzobispo de Compostela. Este hecho conlleva la dificultad de la recuperación de la Sede Metropolitana emeritense y, en consiguiente, supone la pérdida definitiva de la dignidad catedralicia para el templo mayor de Mérida.
Será en ese mismo año cuando comienza la construcción de una capilla dedicada a Santa María sobre las ruinas de la seo visigoda. En el año 1479, Alonso de Cárdenas, maestre de la Orden de Santiago, ordena la ampliación de dicha capilla dando forma, de este modo, al templo actual, con el fin de convertirlo en la Iglesia Mayor de la ciudad, para lo que suprime las parroquias de Santiago y San Andrés, que quedarán anexionadas a la actual concatedral.
En el siglo XVI, la fábrica del templo concatedralicio se amplia con la construcción de varias capillas, entre las que destacan la de los Vera, la capilla bautismal y la de los Mendoza, contigua a la anterior.
En 1994, con la Bula Universae Ecclesiae del papa Juan Pablo II, mediante la cual se restituye el antiguo arzobispado emeritense con el nombre de Mérida-Badajoz, el templo de Santa María obtiene la dignidad concatedralicia constituyéndose, junto con la catedral de Badajoz, en sede de los arzobispos extremeños. Dos años más tarde, el 12 de octubre de 1996, el nuncio papal en España, Lajos Kada, abría el culto concatedralicio en Santa María y los canónigos tomaban sus respectivas sedes en el templo.
Tras este acontecimiento, el segundo arzobispo de Mérida-Badajoz, Santiago García Aracil, consagra el templo metropolitano en el año 2006, coincidiendo con la celebración del 1350 aniversario del primer documento que cita a Mérida como una comunidad cristiana plenamente constituida.
El 15 de agosto de 2012, la Santa Sede aprueba la institución de un Cabildo autónomo. La aprobación se lleva a cabo en un solemne acto en la tarde del 9 de marzo de 2013, acto en el que se inaugura la nueva Sala Capitular y durante el cual se elige al sacerdote diocesano Juan Cascos González, como primer deán de la concatedral emeritense.

## El exterior del templo

### Las portadas
El conjunto catedralicio cuenta con tres portadas:
La Portada de Santa María o de la Guía, que se abre a la plaza de España, consta de un primer cuerpo adintelado. Sobre éste se levanta la capilla de la Virgen de la Guía, hornacina encuadrada entre dos columnas con capiteles de orden corintio, que alberga una imagen de Nuestra Señora de la Guía del siglo XVII. El camarín actual se erige en 1766 sobre uno preexistente del siglo XVI mandado levantar por Francisco Moreno Almaraz, conquistador en Perú.

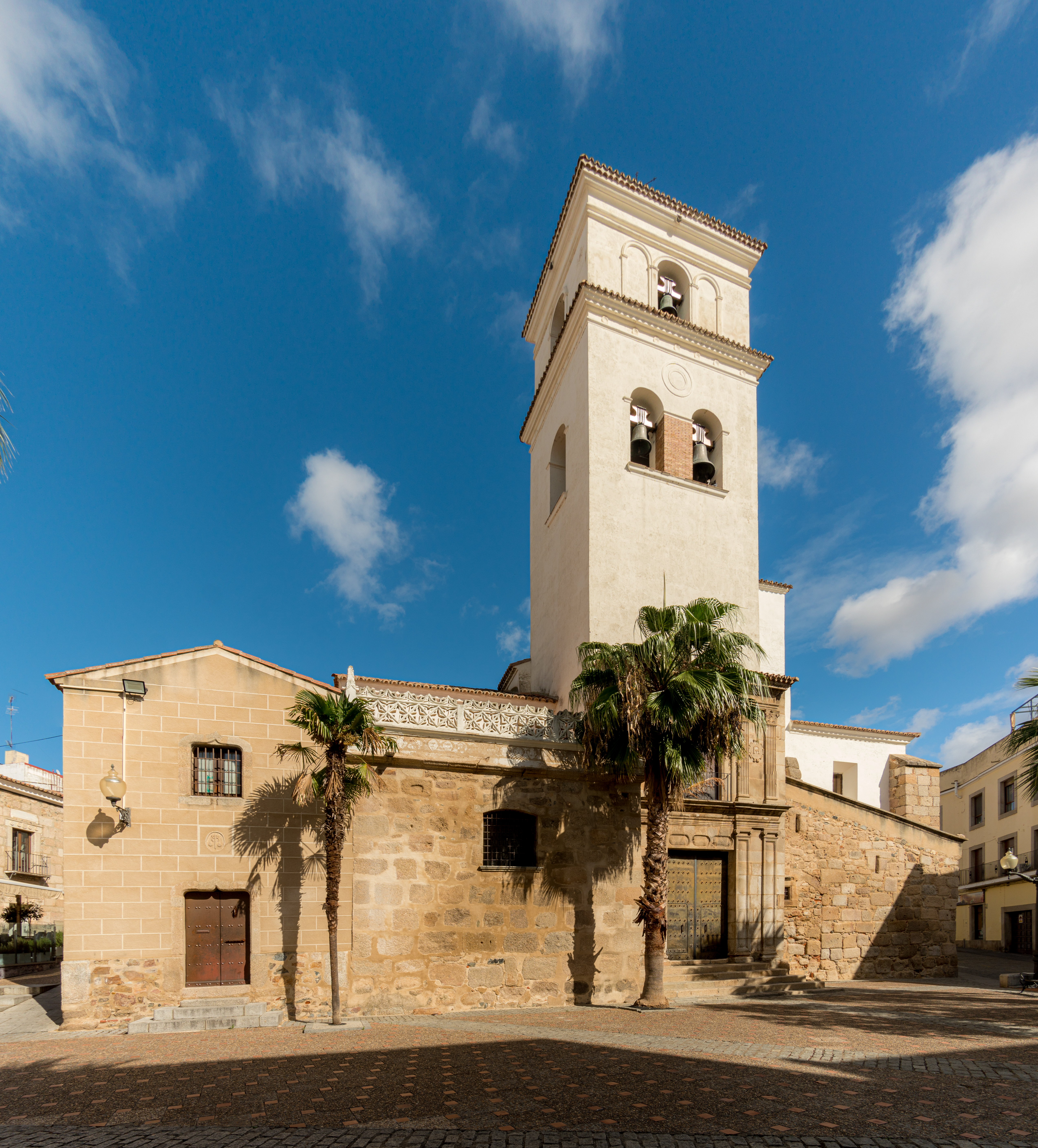
Puerta del Perdón y torre campanario.

La Puerta del Perdón, en la fachada oriental del templo, da a la plaza de Santa María. Se trata de una portada de traza clásica del siglo XVI, obra de Mateo Sánchez de Villaviciosa, maestro que también participaría en la catedral de Plasencia. Consta de dos cuerpos; el inferior, con dobles pilastras cajeadas de orden jónico y el superior, con pilastras acanaladas corintias que enmarcan los escudos de Mérida y de la Orden de Santiago. Sobre ella se eleva la torre-campanario, de planta cuadrada y en donde se encuentra una caja musical del siglo XVI con diez campanas y un reloj de incalculable valor histórico-artístico, solo comparable en España con el de la catedral de Santo Domingo de la Calzada.
La Puerta de San Juan Macías; se trata de la puerta que daba acceso al templo desde el primer tercio del XVI por el lado septentrional, hoy da acceso a la Sala Capitular. La portada, de estilo renacentista, luce un escudo de Mérida sobre el dintel y, como es habitual en este templo, la Cruz Santiaguista.

## El interior del templo

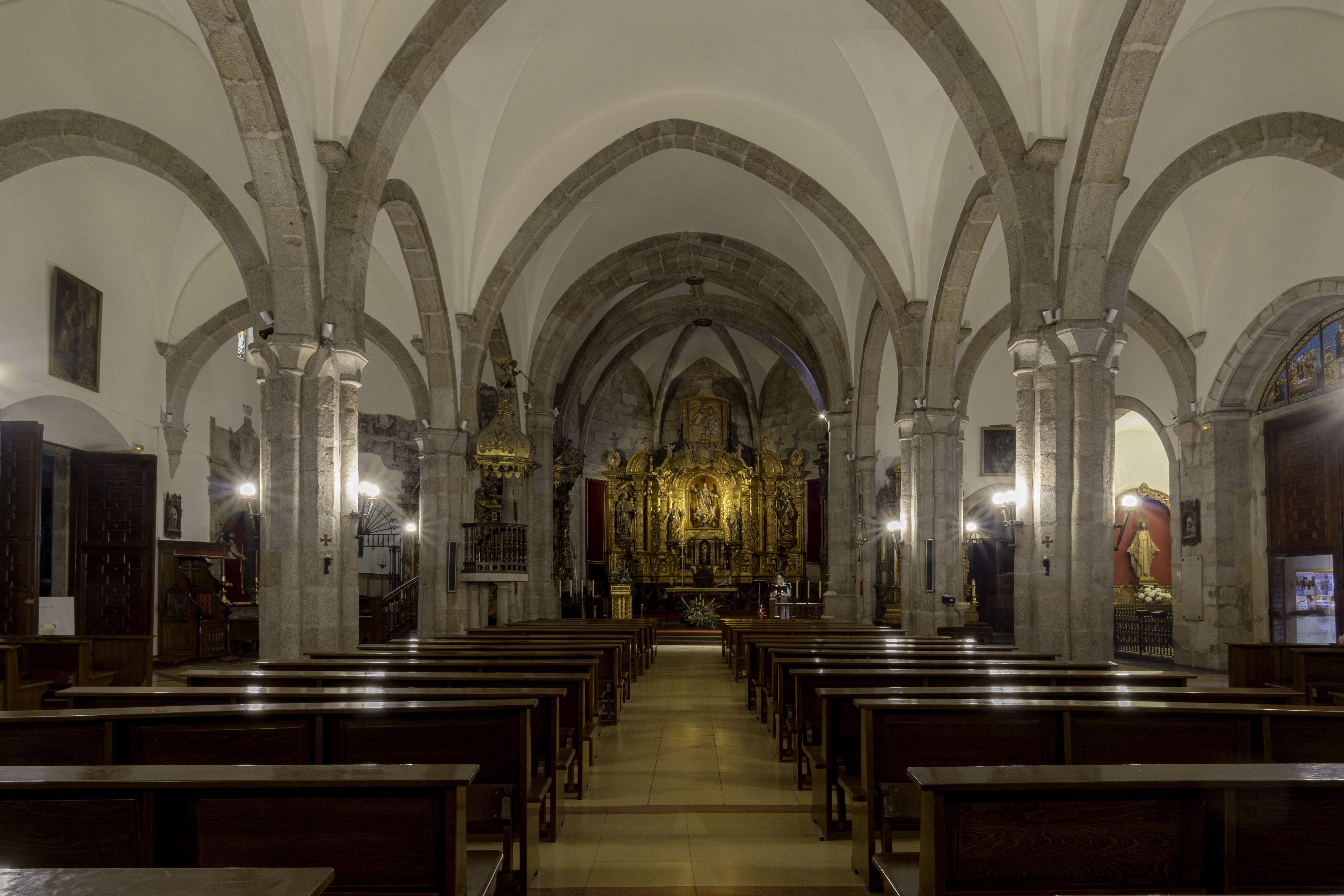
Interior.

La concatedral, de planta rectangular, consta de tres naves (la central, dos veces más ancha que las laterales), separadas por pilares de sección cuadrada, con una columna adosada en cada frente sobre la que apean arcos apuntados. La cubierta de las naves, originariamente de armadura mudéjar, es de bóveda de aristas.

### La Capilla Mayor
La Capilla Mayor o presbiterio consta de dos tramos, cubiertos con bóveda de terceletes sobre planta rectangular el primero y en abanico el segundo, con claves decoradas con un florón vegetal y con el Cordero Místico. A un lado del presbiterio, bajo arcosolios, se puede admirar el sepulcro de alabastro de don Diego de Vera y Mendoza, canciller de Alonso de Cárdenas, último maestre de la Orden de Santiago. Este noble emeritense aparece tumbado sobre su lecho mortuorio. Su cabellera y rostro están bien tratados. Su cabeza va tocada con birrete y viste tabardo cortesano que deja traslucir la camisa. Porta calzas en sus pies. Empuña mandoble con gavilanes y Cruz de Santiago en la empuñadura y la vaina decorada con escudo de los Vera. A los pies le acompaña un perro que porta collar en su cuello. 

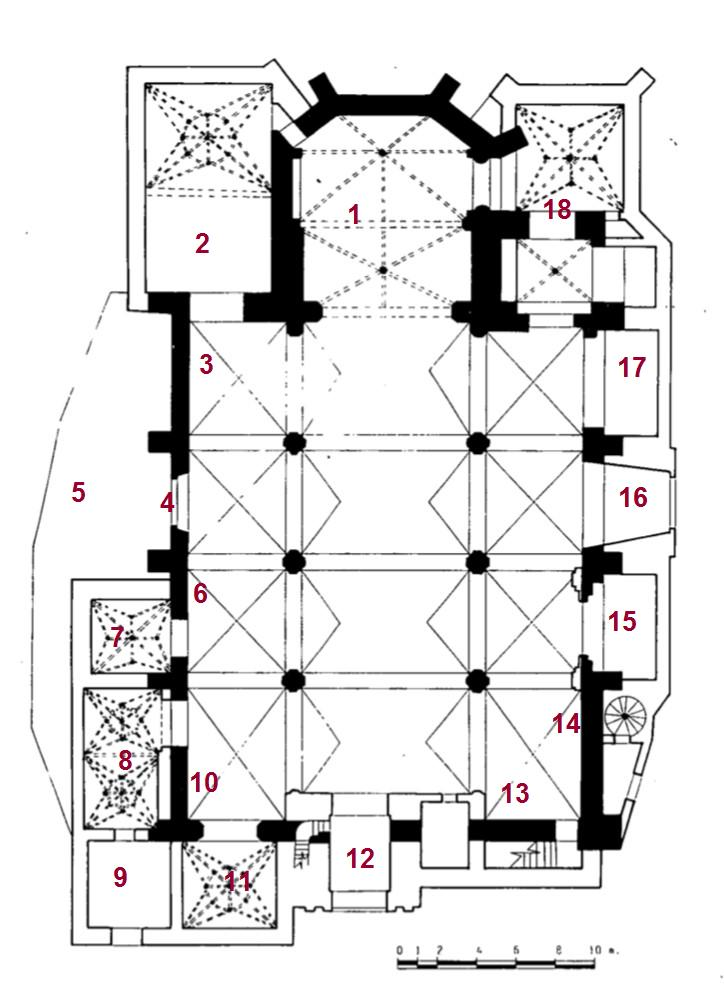
Planta del templo catedralicio

El Altar Mayor. El espacio del altar mayor está presidido por un retablo barroco, fechado entre 1762 y 1764, obra del escultor jerezano, Agustín Núñez Barrero. Se trata del tercero de los conocidos que decoró este espacio. El retablo es de cuerpo cónico, con tres calles, con banco que soporta el cuerpo central, rematando en un cascarón con la Santísima Trinidad. En ese cuerpo central destaca la imagen barroca de María, en su Asunción, elevada a los cielos por ángeles y querubines entre nubes. En las calles laterales se integran distintas esculturas provenientes de un antiguo retablo. Estas esculturas fueron ejecutadas en el siglo XVII por el escultor portugués Francisco Morato; representan a los apóstoles San Pedro y San Pablo, y a las mártires emeritenses Santa Eulalia y Santa Julia. Delante del banco de este retablo se encuentra la sede episcopal y la sillería del coro. 
El Altar de la Virgen del Carmen. El altar, situado en el muro de la epístola, está presidido por un retablo del barroco tardío dedicado, a fines del XVIII, a la Virgen del Carmen por una cofradía de devotos a esta advocación mariana, hoy desaparecida. 
El Altar del Cristo de la O. Situada en uno de los retablos laterales de la Capilla Mayor, se trata de una talla que representa a un crucificado en el momento después de la expiración. De estilo tardo-gótico, se trata de una de las obras de imaginería más importantes de la región. La talla, obra anónima de la segunda mitad del siglo XIV, se encuadra en la tradición de Cristos negros góticos y guarda estrecha relación con el Cristo Negro de la concatedral de Cáceres. Protagoniza un impactante Vía Crucis en la noche del Miércoles Santo en el anfiteatro romano de la ciudad.
La Misa de San Gregorio. Mención aparte, cabe reseñar uno de los elementos artísticos más importantes del templo; la representación pictórica de la Misa de San Gregorio. Situada en el ábside concatedralicio, esta pintura mural fue ocultada en el siglo XVIII por el retablo mayor que hoy preside la Capilla Mayor. Durante unas obras de consolidación del templo, el fresco quedó al descubierto, lo que permitió su estudio y restauración. Según sus motivos iconográficos, se trata de una pintura mural gótica del siglo XV aunque guarda una estrecha relación con la pintura de tradición italogótica de la primera mitad del siglo XIV. Representa la aparición de Cristo, Varón de Dolores, que muestra las llagas de su Pasión a San Gregorio mientras este celebra la Eucaristía, tema muy representado a lo largo de la Edad Media. La pintura está representada en dos bandas; en la inferior aparece San Gregorio en el momento de la consagración y en el mismo plano la tiara de tres coronas y el cáliz. En la parte superior, el milagro de la aparición de Cristo resucitado, saliendo del sepulcro, rodeado de los símbolos de la Pasión junto a la Virgen y San Juan. En el fresco hay un acusado linealismo y una elemental perspectiva, que fundamentalmente se basa en los dos grandes planos representados, a los que se suma cierta construcción espacial en las líneas oblicuas de la mesa del altar y del sepulcro. Según las investigaciones de Piquero López, la técnica de composición entroncaría el mural con el taller del maestro toledano Rodríguez de Toledo. Hoy en día, se puede apreciar una reproducción de la pintura en la capilla del Conde de la Roca. 

### La nave del Evangelio
Capilla del Santísimo Sacramento. La capilla, situada en el ábside del templo, se abre a la nave del Evangelio. Fue promovida por Gonzalo de Vargas Hurtado. De planta rectangular, está dividida en dos tramos. El primero de ellos es de sencilla bóveda de cañón, que vino a sustituir en 1750 al artesonado de madera que tuvo originalmente. Por el contrario, el segundo se compone de una bella bóveda estrellada, de cinco claves unidas por círculo, y todas ellas decoradas con veneras y cruces de Santiago. De su interior destacan el tenante de altar hispano-visigodo, proveniente de la antigua catedral, y el retablo barroco de las reliquias. El retablo, dedicado a San Lorenzo, procedía de la Capilla de los Condes de la Roca. Contiene varias reliquias de santos conseguidas por el Conde siendo embajador extraordinario en Roma. Está presidido por una pequeña imagen de la Virgen del Facistol, copia de la talla de la Inmaculada que Alonso Cano hiciera para el facistol de la catedral de Granada. En esta capilla se encuentra el lugar de enterramiento de Monseñor Antonio Montero, primer arzobispo de Mérida-Badajoz.
Altar del Santísimo Cristo de las Injurias. El primer altar de la nave del Evangelio está dedicado al Santísimo Cristo de las Injurias. Se trata de un arcosolio gótico que en su tiempo albergó los restos de Leonor de Austria, reina de Portugal y Francia, hermana de Carlos V, hasta que fueron trasladados al Monasterio de Yuste por orden del dicho emperador. La imagen a la que se dedica este altar, el Cristo de las Injurias, es un Ecce Homo de exquisita calidad, obra del genial Blas Molner, escultor nacido en Valencia pero que ejerció su magisterio en Sevilla a finales del siglo XVIII, donde llegó a convertirse en arquetipo del neoclasicismo imaginero hispalense. La imagen, de busto, fue hallada en una hornacina de una de las capillas, y fue restaurada para poder ser llevada en procesión en la noche del Lunes Santo
Sala Capitular. La actual Sala Capitular fue inaugurada el 9 de marzo de 2013. Está instalada en la antigua Capilla de la puerta norte. Cabe destacar la puerta de acceso, renacentista, así como las ventanas geminadas del muro de la izquierda.
Altar de Nuestra Señora del Rosario. Se trata de un arcosolio renacentista que alberga una imagen de la Virgen dolorosa del Rosario. Esta imagen de candelero, obra del imaginero alcalareño Manuel Pineda Calderón, fue encargada en 1966 por la Real Hermandad y Cofradía Infantil, y procesiona en la noche del Lunes Santo.
Capilla de Nuestro Señor Jesucristo o de los Mendoza. Erigida a finales del siglo XVI, la capilla se abre a la nave septentrional. Posee portada plateresca de medio punto rebajado, toda ella decorada con florones, cabezas de angelotes y una figura desnuda de varón (Adán). En la clave de la puerta el blasón de los Mendoza, que es una banda terciana. En la verja de forja que cierra el recinto, se muestra una inscripción de letras sobredoradas, con el nombre de la propietaria de la capilla, además de acoplarse escudos de los Vélez de Guevara, Moscoso, Silva, Figueroa y, de los propios Mendoza, todos ellos pintados sobre forja de hierro soldada a la reja. En su interior, la cubierta es de bóveda estrellada y, al fondo, podemos admirar un pequeño retablo barroco, fechado en 1769, presidido por una talla de Cristo amarrado a la columna, y en el que se integra una pintura sobre lienzo de Santa Cecilia, obra quizá reaprovechada de un retablo anterior.
Sacristía menor.
Altar de la Inmaculada Concepción. La talla, realizada a finales del siglo XVII en madera policromada, sigue la tradición iconográfica inmaculista. Presenta a la figura de María en actitud orante sobre trono de querubines. La estética de la talla es propia del Barroco; cubierta con túnica estofada, los pliegues de la talla concepcionista se muestran angulosos y marcados introduciendo así un juego de luces y sombras y una sensación de movimiento y, casi teatralidad. La cabeza de la Inmaculada, levemente inclinada, refleja el rostro de una mujer joven, al gusto del realismo clásico e idealizado de la imaginería barroca de la escuela sevillana.
Capilla del Bautismo o Baptisterio. La capilla se encuentra a los pies de la nave del Evangelio. La portada de acceso es plateresca, de arco rebajado, decoradas sus jambas con rosetas. Luce su techo bóveda de terceletes de 9 claves cuyos nervios apean sobre ménsulas. La pila bautismal es plateresca y, en su decoración, aparece Eva desnuda. En la pared de la izquierda se adosa un interesante retablo con tablas en las que se representan a San Ambrosio y San Agustín, Padres de la Iglesia; la Virgen del Rosario y Santo Domingo.

Nave del Evangelio.
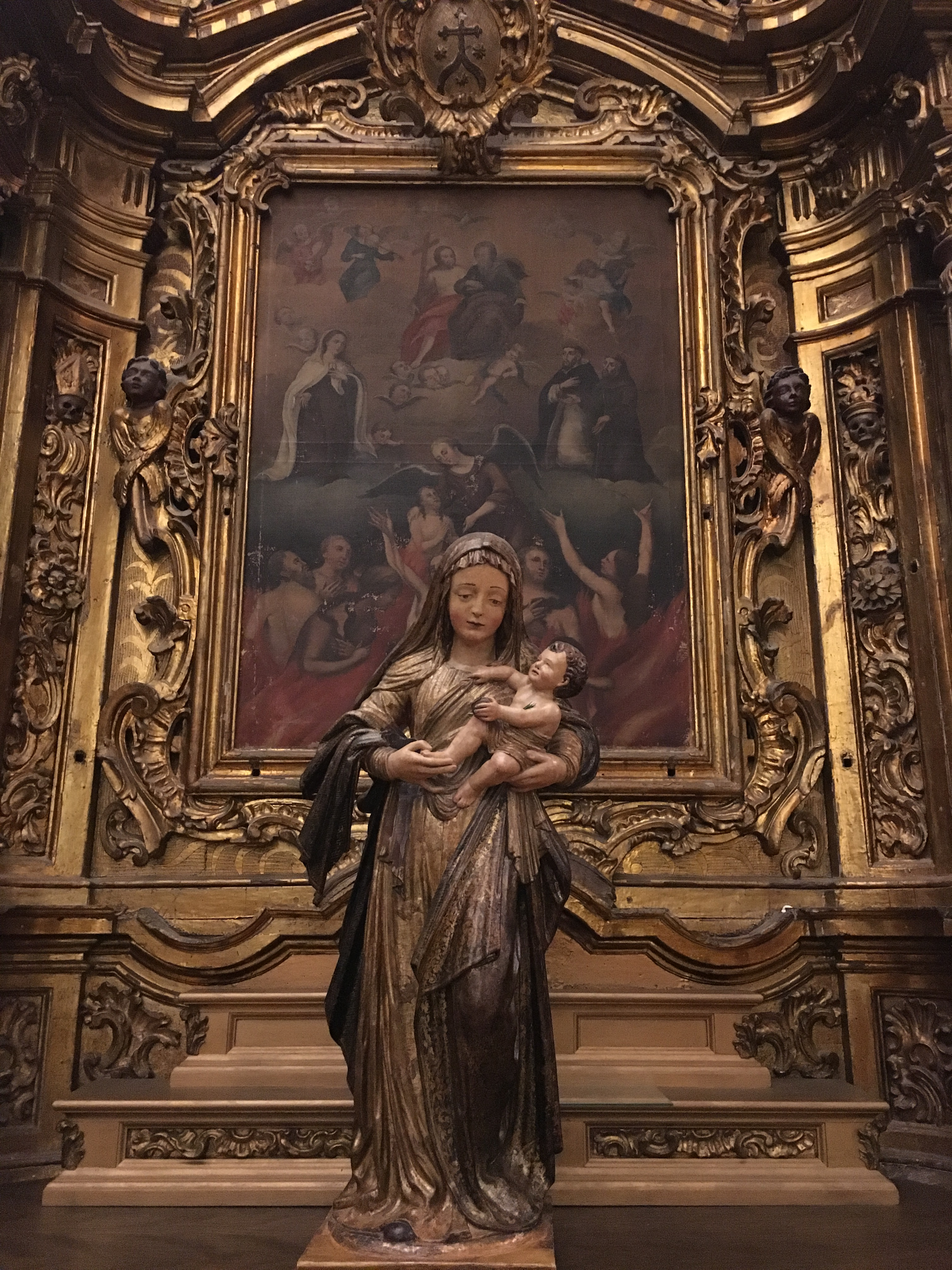
Altar de las Ánimas, en la cabecera de la nave del Evangelio.
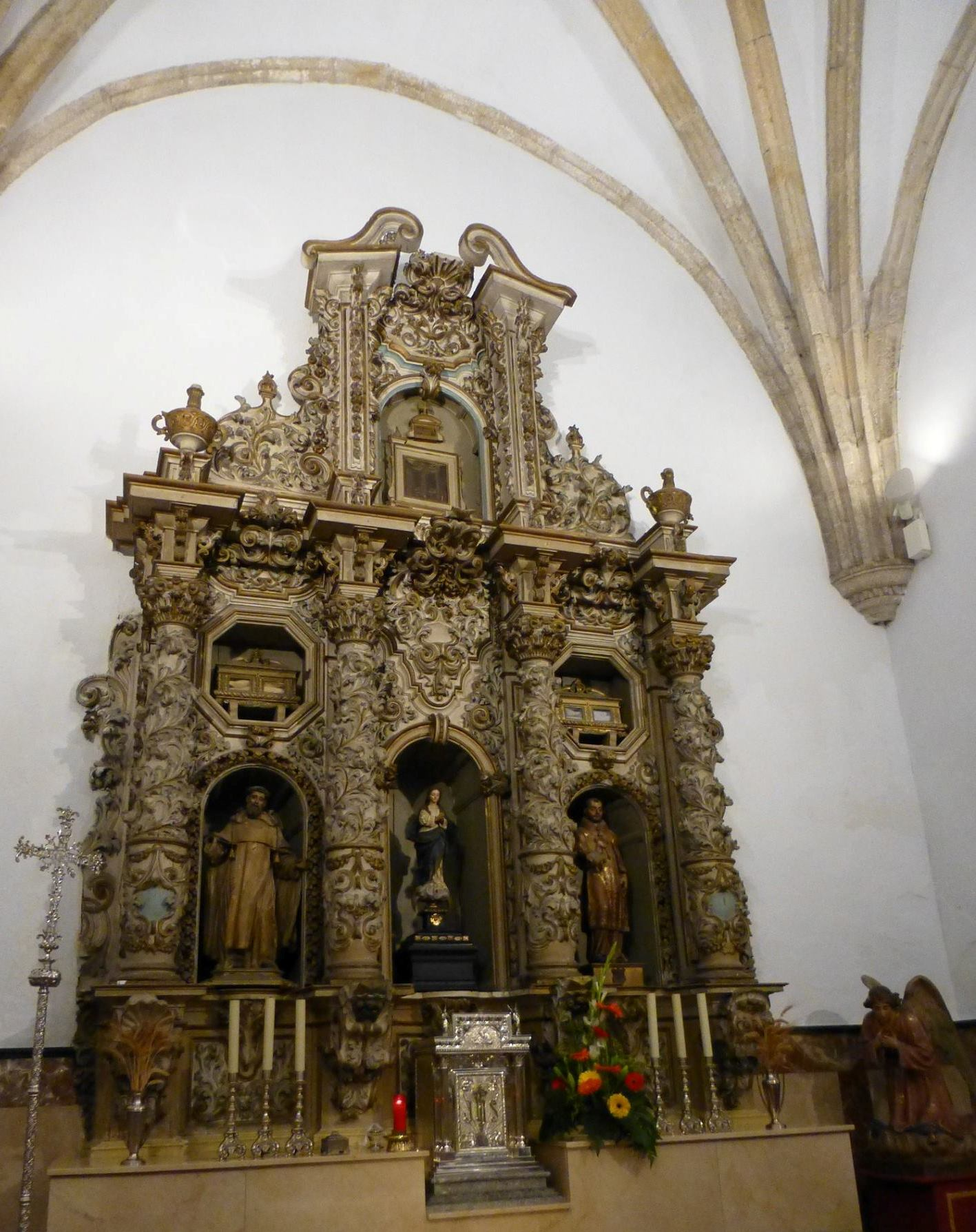
Retablo de las reliquias, capilla del Santísimo Sacramento.
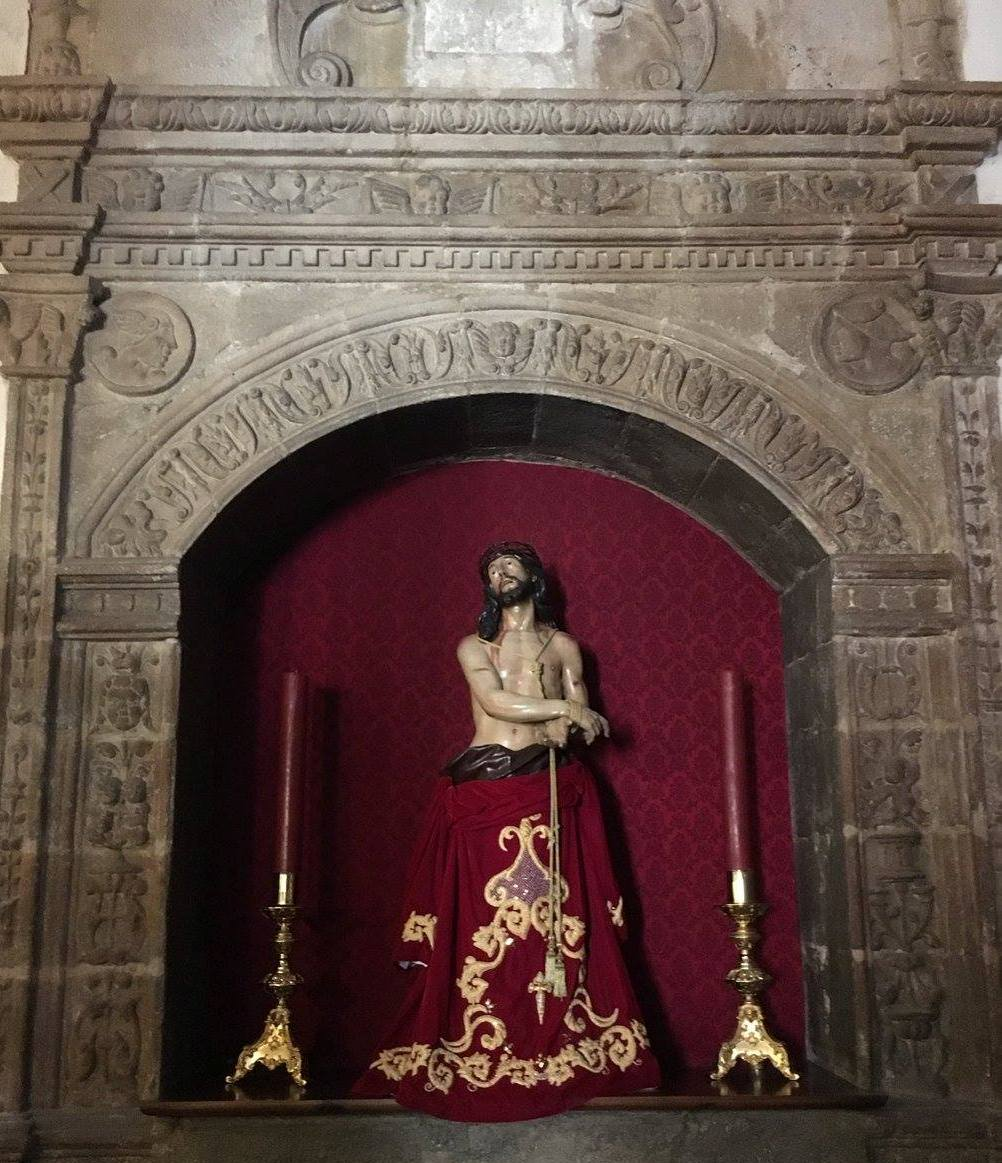
Arcosolio gótico que alberga la talla del Cristo de las Injurias.
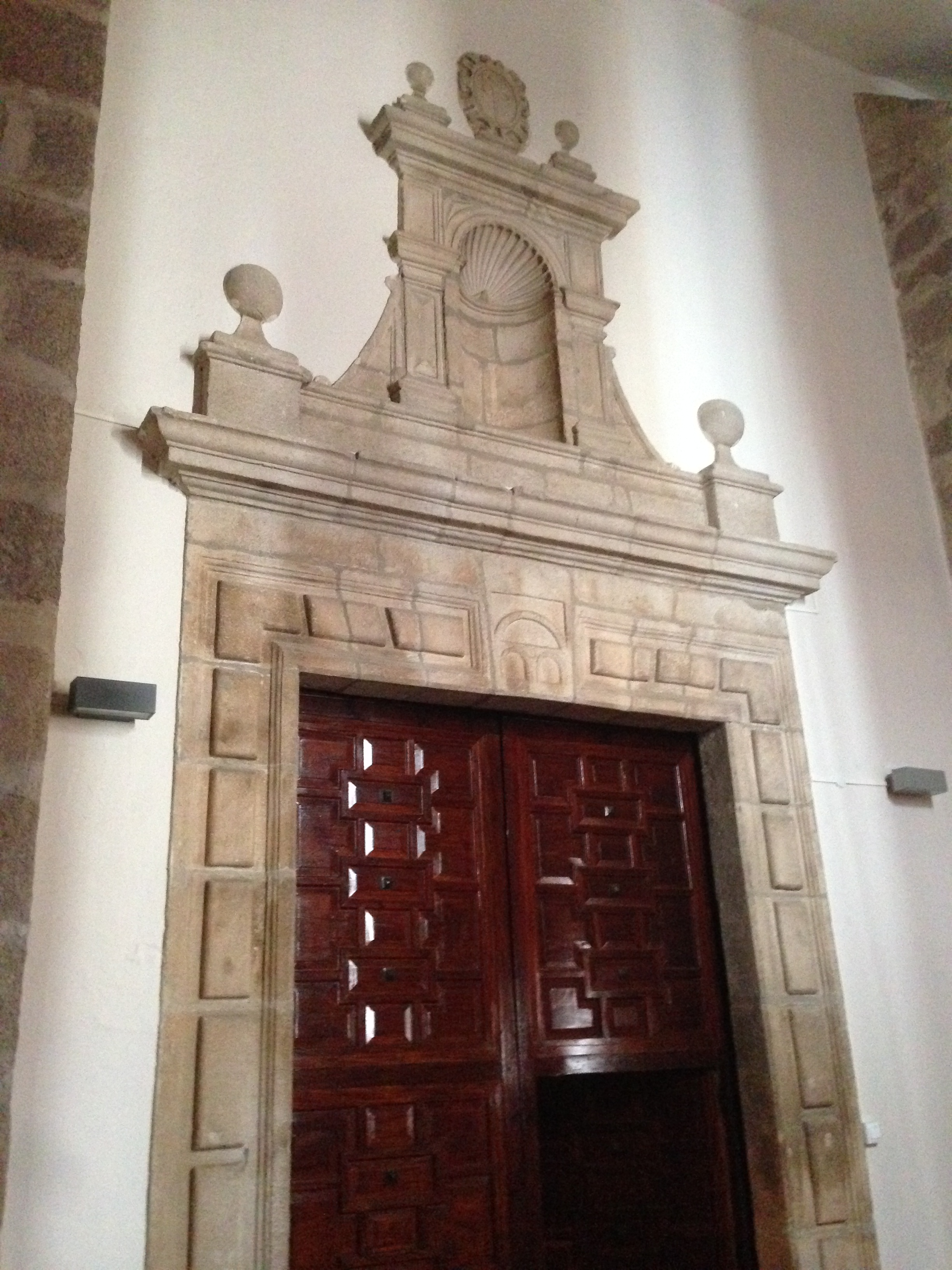
Puerta de San Juan Macías
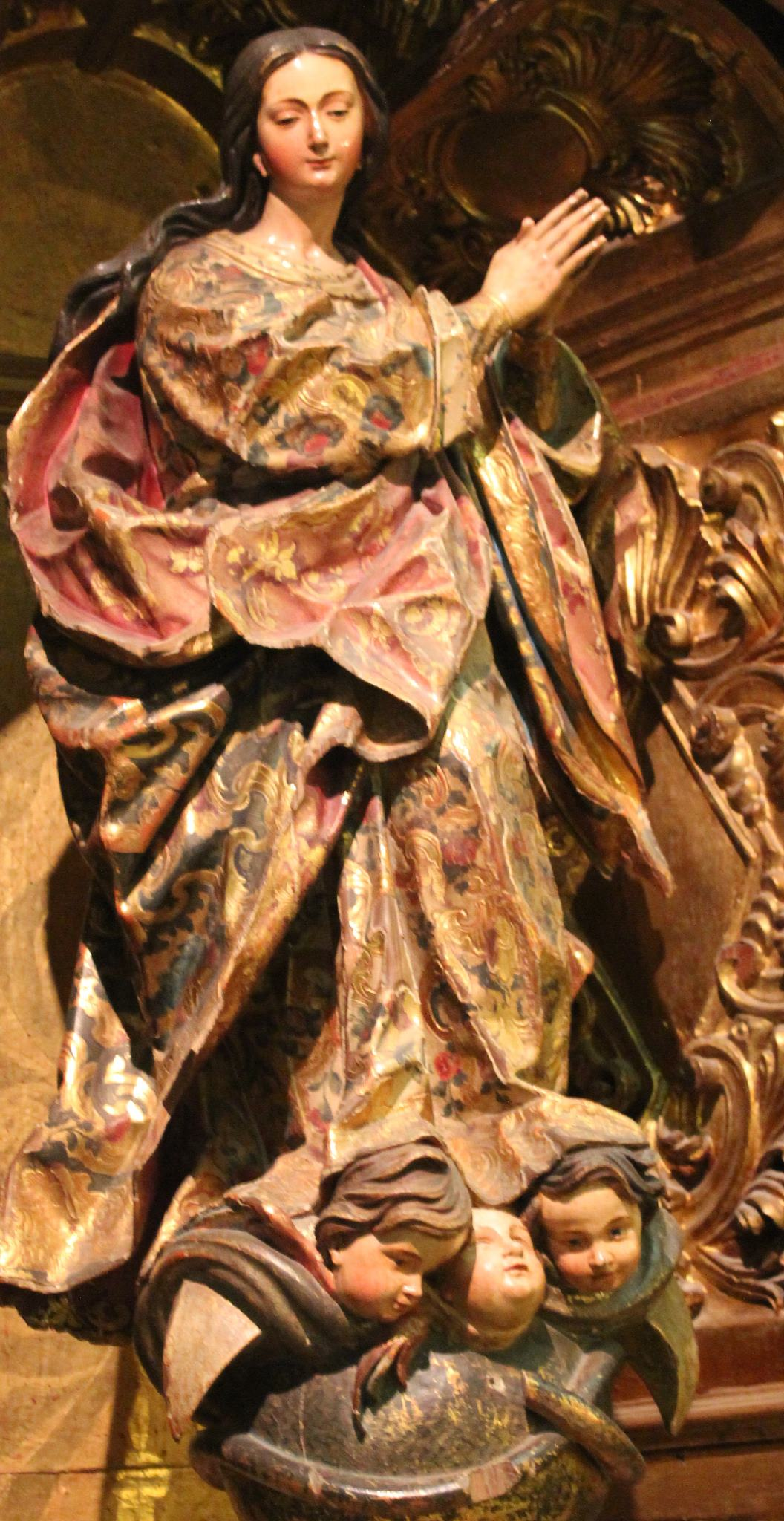
Talla barroca de la Inmaculada.
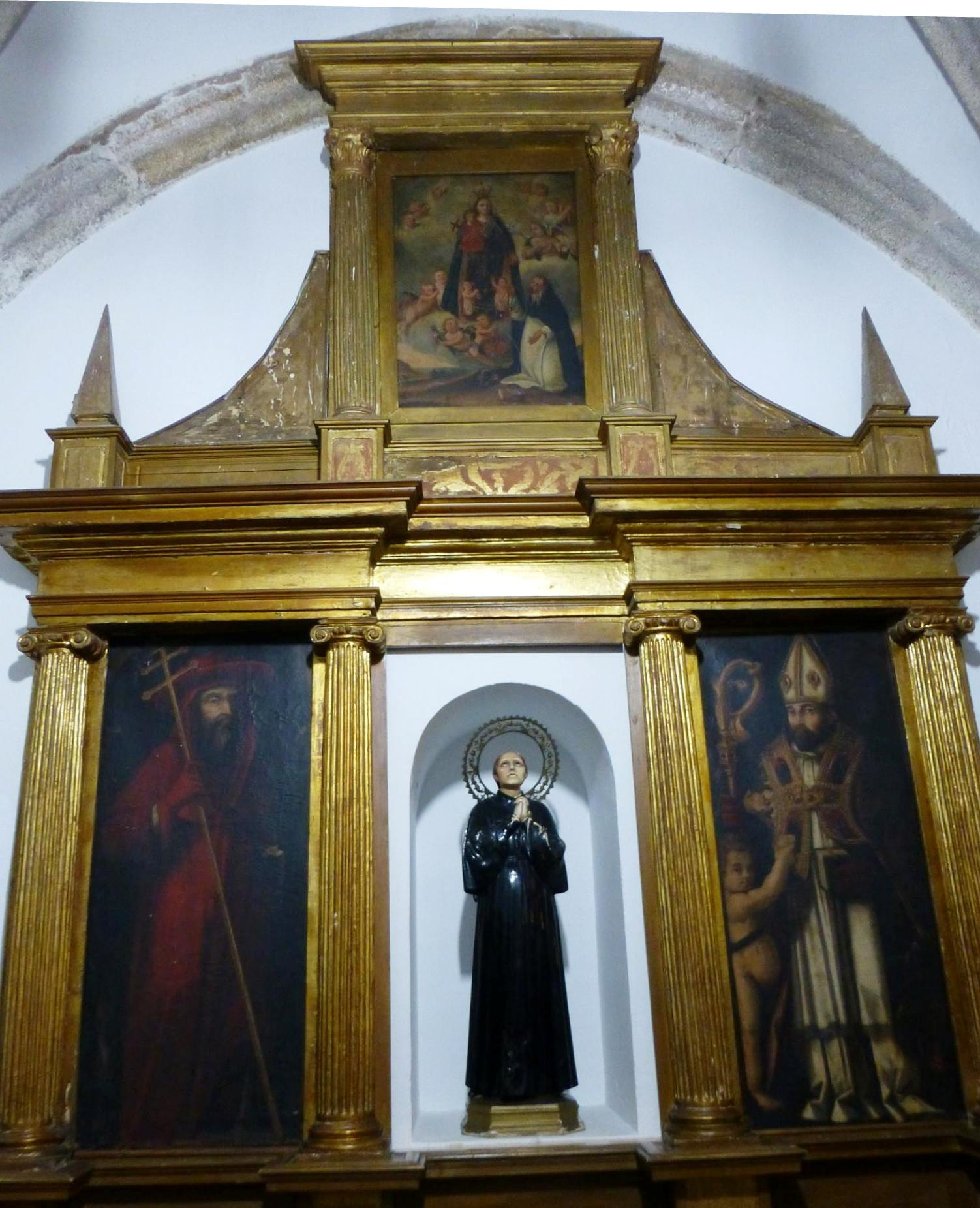
Retablo de la Capilla del Bautismo.

### La nave de la Epístola
Capilla del Conde de la Roca - Sacristía Mayor. Situada en el costado meridional del presbiterio, la capilla fue levantada en el primer tercio del siglo XVI. Muestra exteriormente, en la fachada que da a la Plaza de España, dos blasones de la familia titular, los condes, luego duques, de la Roca, realizados en mármol blanco. En la segunda mitad del siglo XVI, cuando se regularizó la fachada meridional del templo, se anexionó a esta la capilla de don Pedro Rodríguez, de origen medieval y que se encontraba en la cabecera de la nave meridional. La capilla está dividida en dos tramos, el primero cubierto con bóveda de crucería y, el segundo, con bóveda de crucería apeada sobre ménsulas decoradas con bolas, luciendo en una de las claves el escudo de los patrones de la capilla. El recinto tiene dos portadas, una, del siglo XVI, con acceso directo al presbiterio y otra, original de la antigua capilla medieval de Pedro Rodríguez, que se abre a la nave de la epístola. En su interior destaca el sepulcro de alabastro de doña Marina Gómez de Figueroa, esposa del Canciller don Diego de Vera. Asimismo, cabe mencionar el cuadro que ocupa la pared frontal, alusivo a la Adoración de los Reyes Magos.
Capilla de San Antonio. La capilla fue costeada por Don Francisco Moreno de Almaraz en 1569 bajo la advocación de san José. El retablo barroco que podemos admirar actualmente está dedicado a san Antonio de Padua y es posible que proceda del extinto convento de Santa Clara. A ambos lados se encuentran sendos altares dedicados al Sagrado Corazón de Jesús y a san José El retablo de la imagen de San José es obra de Manuel Pineda Calderón de la mitad del siglo XX, y propiedad de la Hermandad del Calvario, donde albergaba la imagen de Nuestro Padre Jesús Nazareno (obra de Pineda Calderón de 1948) hasta el año 2010, que fue trasladada a la Parroquia del Calvario, por mandato del Arzobispo D. Santiago García Aracil, junto a la Virgen de los Dolores (Anónima- Pineda Calderón 1966)
Capilla de Nuestra Señora de los Desamparados o de los Vera. Erigida a expensas de Francisco Moreno de Almaraz, al igual que todo el lienzo meridional del edificio, fue culminada en 1579. Pensada como lugar de enterramiento de la familia del promotor, estuvo consagrada bajo la advocación de san Nicolás de Tolentino. Se abre a la nave de la Epístola a través de una portada renacentista con caracteres clasicistas propios de la época. En su interior, sobresale el retablo barroco presidido por una imagen de Nuestra Señora de los Desamparados.
Altar de la Candelaria. El retablo de la Candelaria está realizado en madera, policromado y estofado, se atribuye estilísticamente a finales del siglo XVI, y se aloja en un altar lateral situado al final de la nave de la epístola. El retablo consta de banco con los relieves que representan a san Francisco a la izquierda y a san Jerónimo a la derecha. Asimismo, cuenta con un primer cuerpo con tres calles, la central en forma de hornacina ocupada por la Virgen de la Candelas, talla en madera sobredorada y policromada del siglo XVI; mientras que a su derecha está san Pedro y a la izquierda san Juan Evangelista. En el segundo cuerpo, también de tres calles, se encuentran san José y san Blas que flanquean una pintura sobre lienzo de santo Domingo de Guzmán. El ático está formado por un relieve con la escena de la Anunciación. El conjunto se corona con una representación pictórica de Santa Eulalia, una de los testimonios más antiguos de la santa que se conservan en la ciudad.
Altar del Medinaceli. De rasgos neoclásicos, el altar guarda la imagen de Nuestro Padre Jesús de Medinaceli. Adquirido en 1954 en la Casa Flandes de Madrid por doña Batilde Martín, fue cedido a la Real Hermandad y Cofradía Infantil, quien lo procesiona en la noche del Lunes Santo.

Nave de la Epístola.
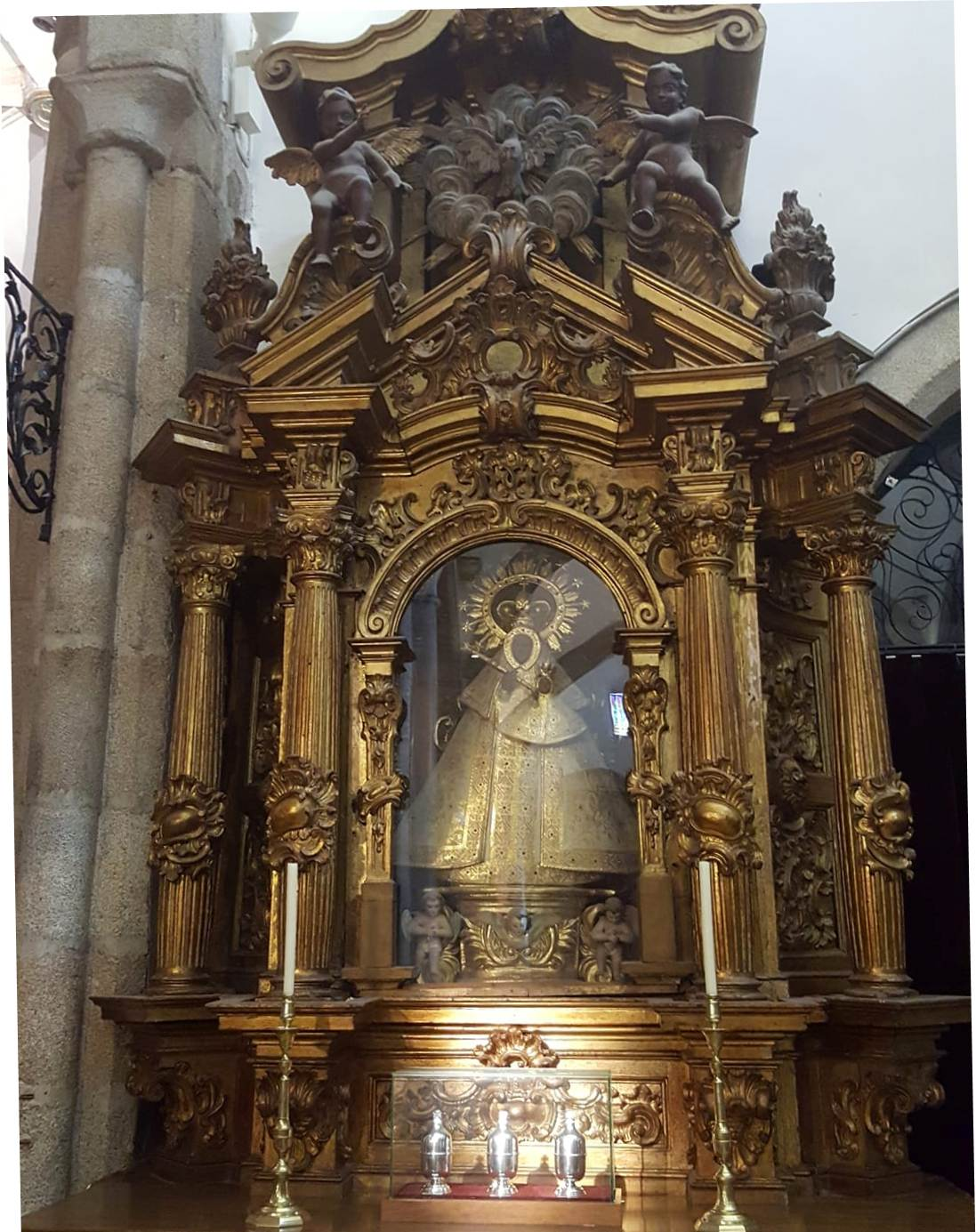
- Nave de la Epístola.
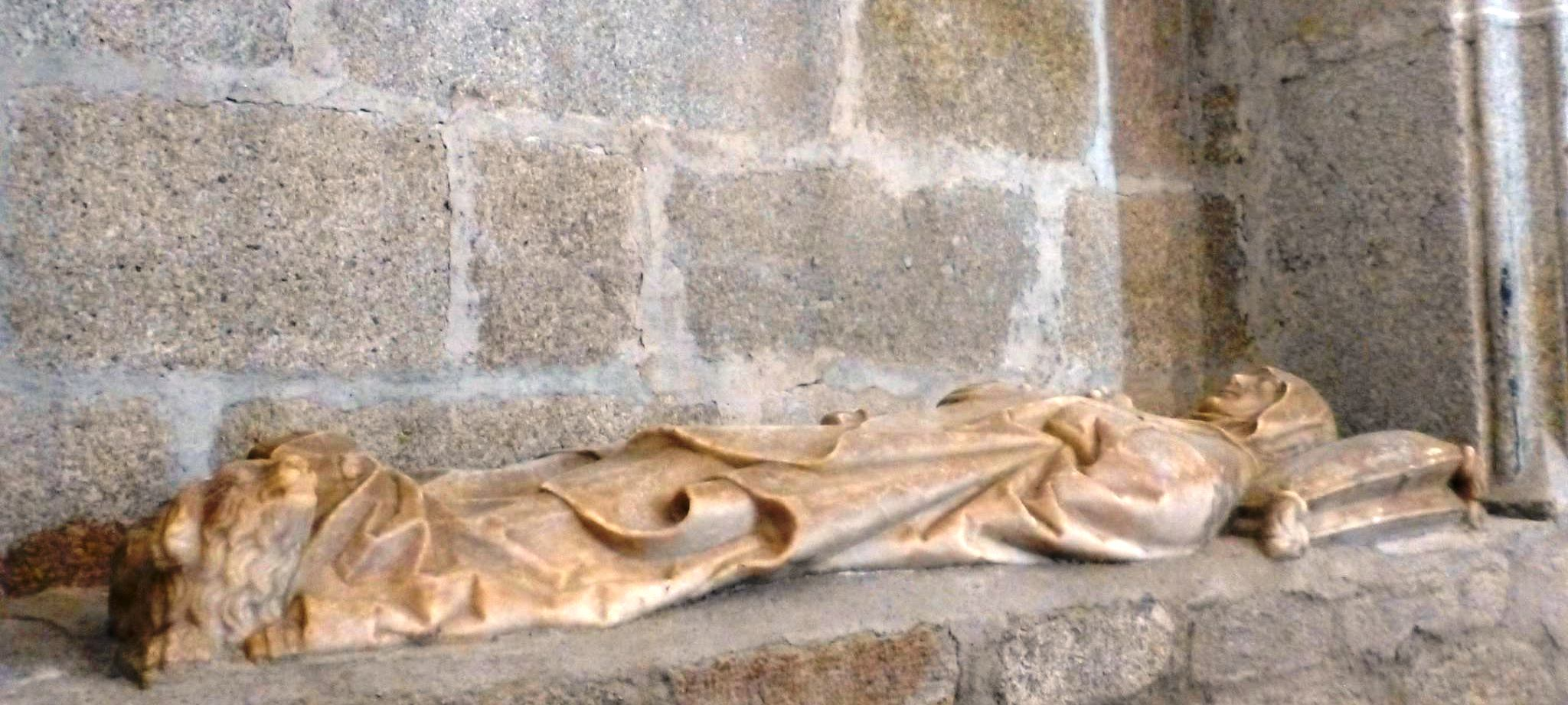
Sepulcro de doña Marina Gómez de Figueroa, capilla del Conde de la Roca
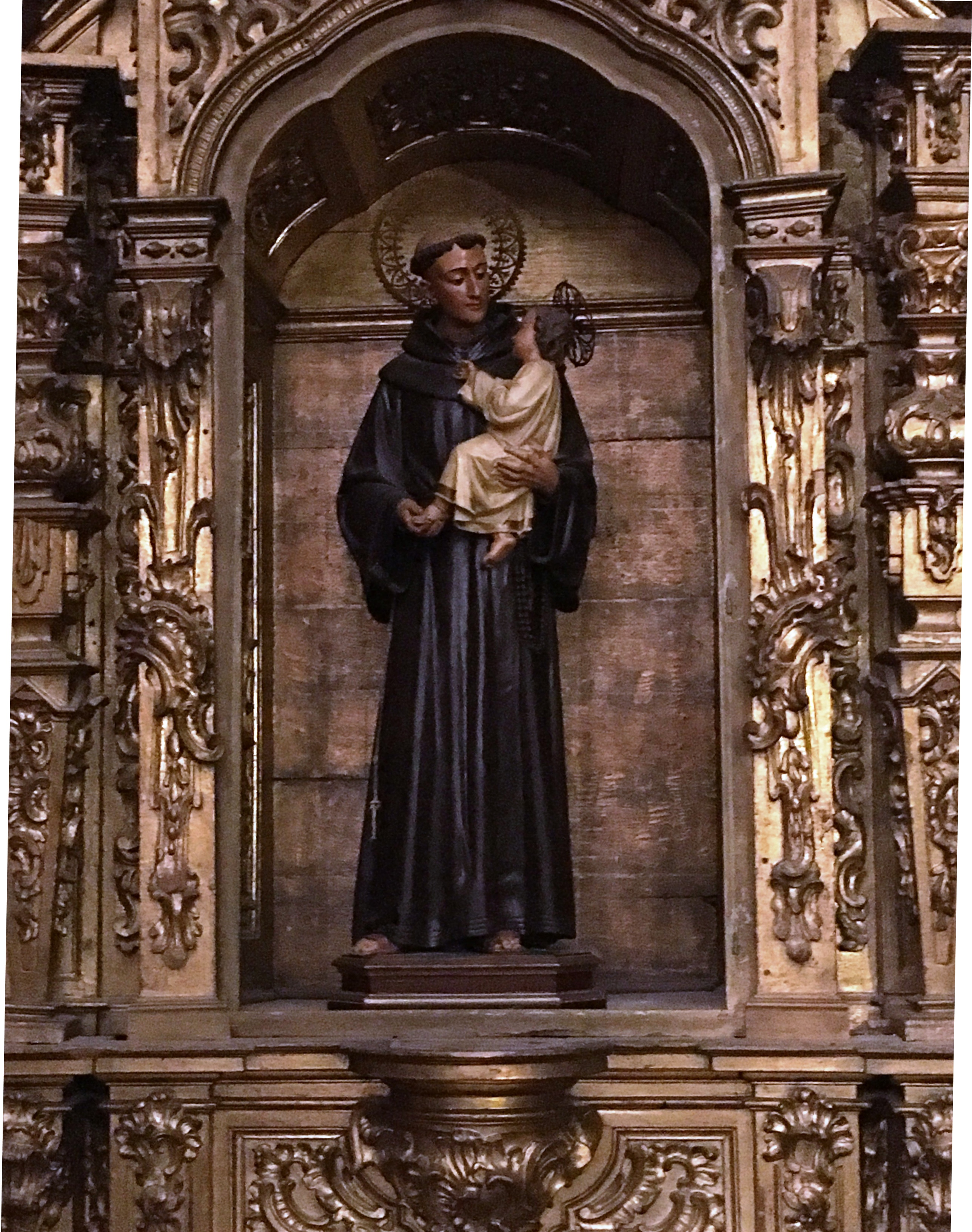
Detalle del retablo de la capilla de San Antonio
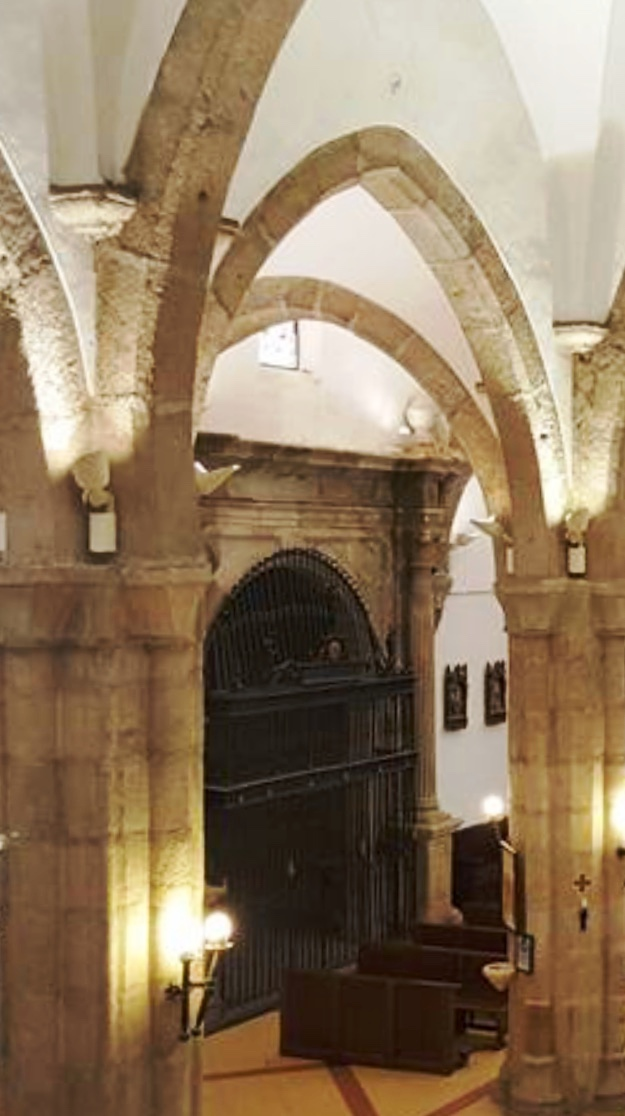
Vista parcial de la nave de la Epístola
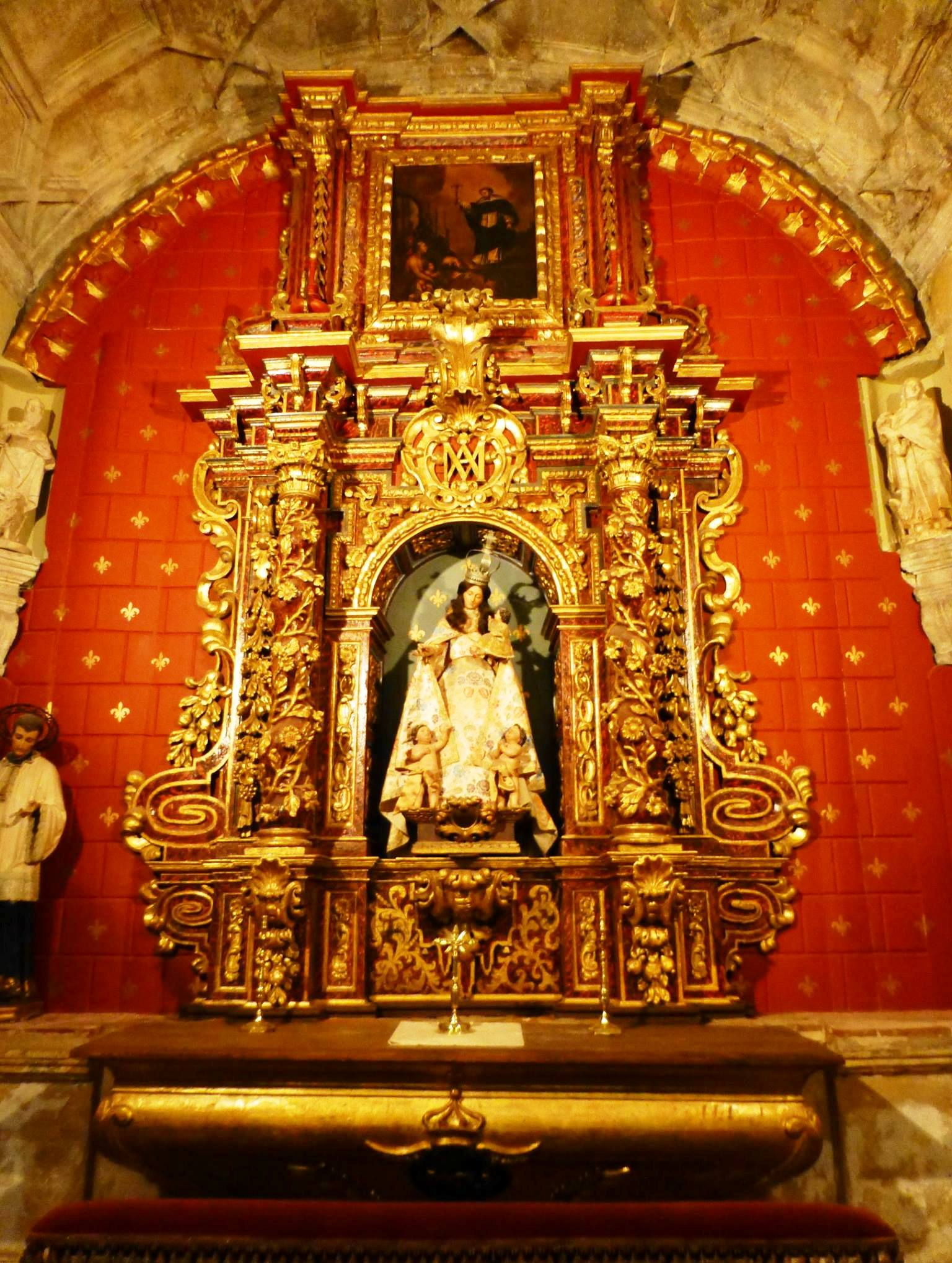
Capilla de Nuestra Señora de los Desamparados o de los Vera
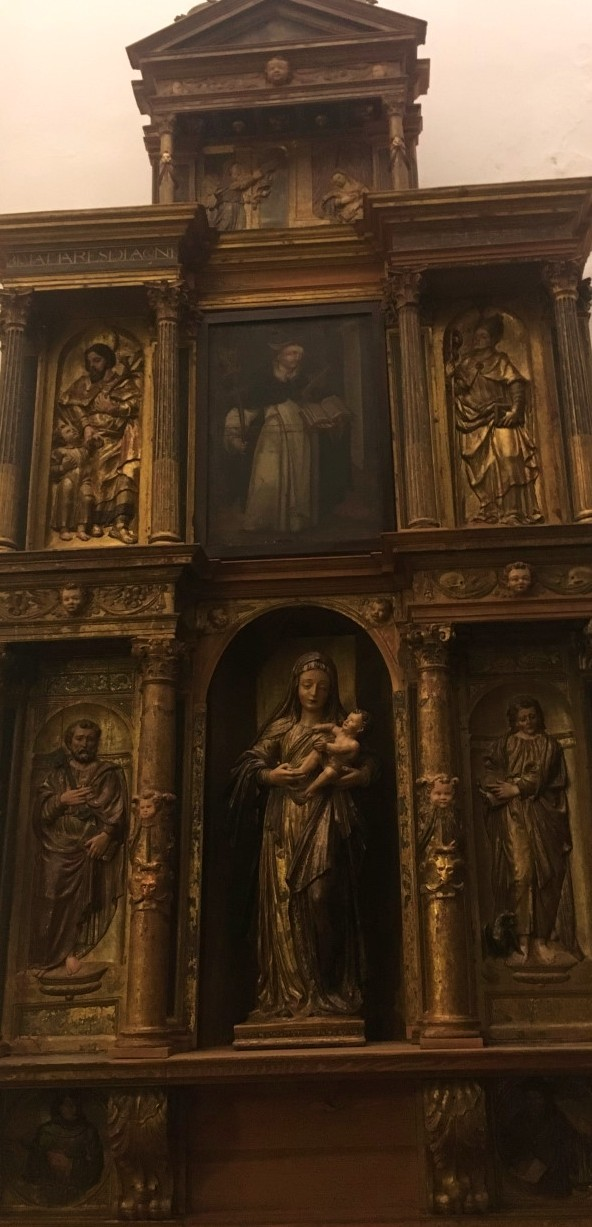
Retablo de la Candelaria
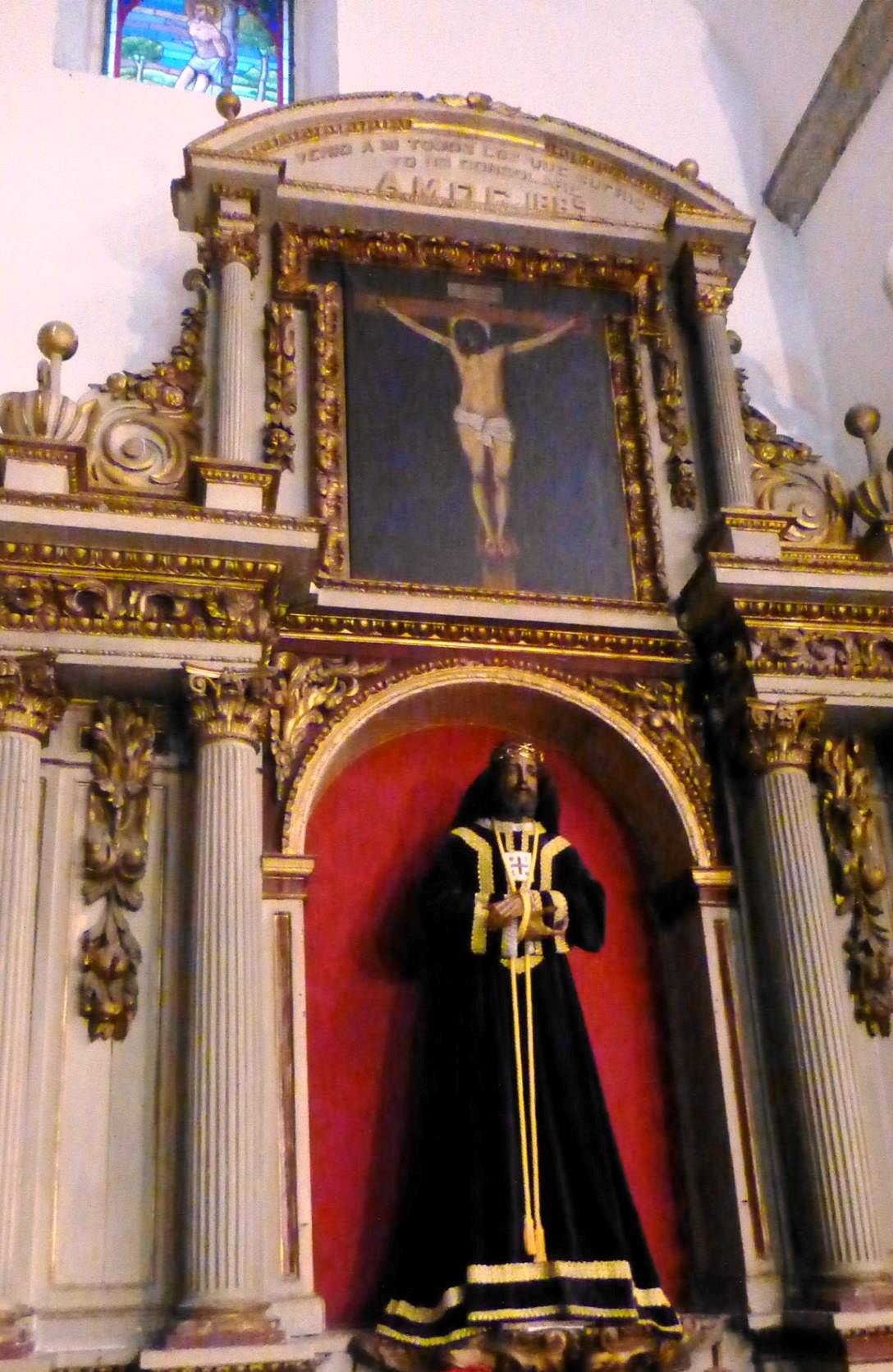
Altar del Medinaceli
  - Altar de la Virgen de Guadalupe en la cabecera de la nave de la Epístola
  - Sepulcro de doña Marina Gómez de Figueroa, capilla del Conde de la Roca
  - Detalle del retablo de la capilla de San Antonio
  - Vista parcial de la nave de la Epístola
  - Capilla de Nuestra Señora de los Desamparados o de los Vera
  - Retablo de la Candelaria
  - Altar del Medinaceli

## Leyendas y curiosidades

### El tesoro de Santa María.
Entre las leyendas que encierra la actual catedral, destaca aquella que hace de este templo el depositario del perdido Tesoro del Templo de Jerusalén.
Según las crónicas del historiador árabe del siglo X, Ahmad al-Razi, durante la conquista de al-Ándalus, se halló en uno de los templos de la ciudad de Mérida parte del Tesoro de Jerusalén, conseguido durante el saqueo del Templo de la Ciudad Santa por Nabucodonosor. Junto al monarca babilónico, había participado en el saqueo Isban, rey de al-Ándalus, quien traería parte del botín a Mérida.
Entre estos tesoros se hallaba, según citan todos los eruditos árabes, una misteriosa piedra de luz, la alquila, que alumbraba la actual concatedral, en la que se guardaba, sin necesidad de lámparas, un cántaro de aljófar lleno de perlas que fue entregado al califa de Damasco, y después a su sucesor Suleyman, quien la colocó en la mezquita junto a la llamada Mesa de Salomón, de esmeraldas y piedras preciosas, también procedente de Mérida.
Las crónicas cuentan, años después de la conquista de la ciudad, uno de los clérigos del antiguo templo metropolitano, aún destinado al culto cristiano, narraba cómo los árabes entraron en la ciudad llevándose una piedra que hallaron puesta debajo de un crucifijo, que esparcía tal claridad que se podía rezar las horas canónicas sin otra luz que la esparcida por ella.
En cuanto a la legendaria Mesa, hay tantas descripciones como cronistas del mito. Según el Ajbar Machmua, una crónica bereber del siglo XI, es una mesa «cuyos bordes y pies, en número de 365, eran de esmeralda verde» y Al-Macin asegura que estaba «compuesta por una mezcla de oro y de plata con tres cenefas de perlas».

### La capilla del Santísimo.
Desde el cristianismo primitivo, la oración litúrgica se practicó mirando hacia la salida del sol, y, por tanto, la orientación arquitectónica de las iglesias se hace con la cabecera hacia el Este. Esta tradición se mantiene durante toda la Edad Media. Sin embargo, la orientación de la catedral emeritense no es la considerada ortodoxa, ya que su cabecera se construye orientada ligeramente hacia el Noreste. Para indicar este error arquitectónico, el constructor del templo decidió dejar constancia de ello en la bóveda de la capilla del Santísimo. Si se observan detenidamente las claves de la bóveda estrellada, todas ellas están decoradas con veneras, excepto una, que lo hace con una cruz de Santiago. Esta clave está orientada haca el Este, indicando cuál tendría que haber sido la orientación de la catedral. 

## Fiestas litúrgicas en la Concatedral de Mérida
- Semana Santa. Durante la Semana de Pasión, el templo concatedralicio emeritense es escenario de una multitud de actos litúrgicos y religiosos.
- San José.
- Corpus Christi.
- Sagrado Corazón de Jesús.
- Dedicación de la Concatedral.
- Nuestra Señora del Carmen.
- Asunción de María.
- Santa María de Guadalupe, patrona de Extremadura.
- Exaltación de la Santa Cruz (Stmo. Cristo de la O).
- Ángeles custodios.
- Nuestra Señora del Rosario.
- Inmaculada Concepción de María. En la mañana del día 8 de diciembre, tiene lugar el acto de Renovación del Voto de la Inmaculada Concepción de María por parte del Ayuntamiento de la ciudad.
- Santa Eulalia, patrona principal de la ciudad. En la víspera de la fiesta de la mártir santa Eulalia, la talla de la patrona emeritense se dirige en procesión desde su basílica hasta la concatedral donde estaciona hasta el día siguiente. Tras la celebración eucarística del día 10 de diciembre, la imagen de la santa vuelve en solemne procesión presidida por el arzobispo de la ciudad hasta su basílica donde tiene lugar la ofrenda floral y la Solemne Eucaristía Pontifical.